# Armeni (Gemeindebezirk Apokoronas)
Armeni (griechisch Δήμοτική Ενότητα Αρμένων Dímotiki Enótita Arménon) ist ein Gemeindebezirk der Gemeinde Apokoronas in der griechischen Region Kreta auf der gleichnamigen Insel. Bis 2010 war Armeni eine selbstständige Gemeinde mit Kalyves als Verwaltungssitz.

## Verwaltungsgliederung
Anlässlich der Gebietsreform 1997 erfolgte der Zusammenschluss von sieben Landgemeinden zur damaligen Gemeinde Armeni, die dem heutigen Gemeindebezirk entspricht. Im Rahmen der Verwaltungsreform 2010 erfolgte die Vereinigung mit den Gemeinden Asi Gonia, Fres, Georgioupoli, Kryonerida und Vamos, die nunmehr die Gemeindebezirke der neuen Gemeinde Apokoronas bilden.
| Kinotita   | griechischer Name                 | Code     | Fläche (km²) | Einwohner 2001 | Einwohner 2011 | Dörfer und Siedlungen              |
| ---------- | --------------------------------- | -------- | ------------ | -------------- | -------------- | ---------------------------------- |
| Kalyves    | Κοινότητα Καλυβών                 | 74020201 | 09,045       | 1419           | 1603           | Kalyves, Tsivaras                  |
| Armeni     | Κοινότητα Αρμένων                 | 74020202 | 04,178       | 0384           | 0345           | Armeni                             |
| Kares      | Κοινότητα Καρών Αποκορρώνου       | 74020203 | 08,393       | 0054           | 0037           | Kares                              |
| Macheri    | Κοινότητα Μαχαιρών                | 74020204 | 03,510       | 0081           | 0054           | Macheri                            |
| Nio Chorio | Κοινότητα Νέου Χωρίου Αποκορρώνου | 74020205 | 05,962       | 0615           | 0556           | Nio Chorio                         |
| Ramni      | Κοινότητα Ραμνής                  | 74020206 | 12,738       | 0213           | 0172           | Ramni, Kyriakosellia, Chiliomoudou |
| Stylos     | Κοινότητα Στύλου                  | 74020207 | 10,991       | 0484           | 0488           | Stylos, Provarma, Samonas, Farangi |
| Gesamt     | Gesamt                            | 740202   | 54,817       | 3250           | 3255           |                                    |